# Échelle barémique
 (avril 2021).
Si vous disposez d'ouvrages ou d'articles de référence ou si vous connaissez des sites web de qualité traitant du thème abordé ici, merci de compléter l'article en donnant les références utiles à sa vérifiabilité et en les liant à la section « Notes et références ».
En Belgique, l'échelle barémique ou les barèmes sont une série de traitements délimités par un traitement minimum et un traitement maximum. Ils représentent en quelque sorte l'évolution salariale dans le temps. Le barème est toujours rattaché à un grade et son premier nombre situe le niveau. Le barème comporte un certain nombre d'annales et de biennales. Le montant de ces annales et biennales est différent selon le niveau. Une allocation de résidence ou une allocation de foyer peut également être rattachée en fonction de la situation personnelle d'un travailleur salarié.
La reconnaissance des compétences acquises auprès de ses employeurs n’est pas nécessairement exportable d’une entreprise à l’autre ou, d’un secteur à l’autre. Un travailleur peut très bien repartir au niveau ancienneté zéro de l’échelle barémique s'il change d’entreprise. Il y a lieu de bien prendre en considération, les textes des conventions collectives de travail qui fixent la règle à appliquer.
Ce système est aussi applicable aux fonctionnaires.